# Karl Menger
Karl Menger (13. ledna 1902, Vídeň – 5. října 1985, Highland Park v Illinois) byl rakouský matematik, jednalo se o syna ekonoma Carla Mengera.
Zabýval se oblastí algebry, topologie, teorií křivek a prostoru, a zabýval se všeobecnou teorií prostoru a prostorových útvarů. Kromě toho se zabýval i otázkou etiky a formálními studiemi lidských vztahů. Známým se stal především díky tzv. mengerově houbě, která je podle něj pojmenována. Menger se učil u Hanse Hahna a promoval v roce 1924 na Vídeňské univerzitě. Spolu s Arthurem Cayleyem založil distanční geometrii.
V roce 1927 dokázal výrok z oblasti teorie grafů o souvislosti mezi disjunktními cestami[zdroj?] a oddělenými rohovými množinami[zdroj?] v grafech, která je známá jako Mengerova věta.
Od roku 1928 do roku 1936 pracoval jako univerzitní profesor geometrie ve Vídni a byl členem Vídeňského kroužku. Mezi léty 1937 a 1946 byl profesorem matematiky na University of Notre Dame v Indiana (USA), od roku 1946 profesorem na Illinois Institute of Technology v Chicagu.
Další oblastí, kterou se ve výzkumu zabýval byly nepřesné množiny [zdroj?] (fuzzy theory). Taktéž se zabýval Petrohradským paradoxem a jeho aplikací do užité vědy a ekonomie, později přispěl s Oskarem Morgensternem k vývoji teorie her.